# Almostaim I
Solimão ibne Maomé ibne Hude Aljudami (em árabe: سليمان "المستعين بالله" بن هود‎; romaniz.: Sulayman ibn Muhammad ibn Hud al-Judhami), melhor conhecido pelo nome régio Almostaim I Bilá (em árabe: المستعين بالله; romaniz.: al-Mustaʿin bi-Illah), foi um membro dos Banu Hude e o primeiro desta família a reinar na Taifa de Saragoça de 1039 a 1046. Foi antecedido por Abedalá ibne Aláqueme e sucedido por Amade Almoctadir.